# Black Antlers
Black Antlers – album Coil wydany początkowo w 2004 roku limitowanym nakładzie jako CD-R. Płyta była dostępna do kupienia na koncertach grupy w ramach minitournee Even An Evil Fatigue. Materiał został potem opracowany na nowo przez Petera Christophersona i wydany na dwóch płytach CD, z trzema dodatkowymi utworami. Edycja ta ukazała się w sierpniu 2006 roku, równocześnie z reedycją The Remote Viewer. Oba wydawnictwa zostały wydrukowane w Tajlandii i wyróżniają się wysokiej jakości oprawę graficzną. Numer katalogowy reedycji to THBKK2. Album dostępny jest w sprzedaży na oficjalnej stronie Coil Thresholdhouse.com.
Coil w momencie wydania płyty tworzyli Jhonn Balance, Peter Christopherson, Tom Edwards, Cliff Stapleton, Thighpaulsandra i Mike York.
Utwór "Sex With Sun Ra" odnosi się do wpływowego muzyka jazzowego Sun Ra.

## Historia utworów
"The Gimp (Sometimes)" był pierwotnie wydany jako nagranie Coil na składankę Hate People Like Us zawierającą remiksy i ich wykonania utworów zespołu People Like Us. Ta wczesna wersja zatytułowana była "The Gimp/Sometimes" i była znacznie mniej rozbudowana w porównaniu z wersją znaną z Black Antlers. Tekst utworu został też wykorzystany w niezatytułowanym nagraniu na żywo wykonanym podczas New Forms III w 2002. Wersja "Sex With Sun Ra (Part One – Saturnalia)", zatytułowana "Sex With Sun Ra" o długości 6:00 pojawiła się później na kompilacji Rough Trade Shops: Counter Culture 04. "Wraiths And Strays (From Montreal)" to nagranie na żywo zarejestrowane 29 maja 2003 w Montrealu na festiwalu MUTEK 2003. "The Wraiths And Strays Of Paris" jest przerobionym nagraniem zarejestrowanym w Paryżu w La Locomotive 23 maja 2004. "All The Pretty Little Horses" jest tradycyjną angielską piosenką, przypomnianą wcześniej przez Current 93 na albumie All The Pretty Little Horses, którego współautorem był John Balance. "Teenage Lightning (10th Birthday Version)" jest wersją "Teenage Lightning 1" i "Teenage Lightning 2" z albumu Coil Love's Secret Domain, podobną do wersji zamieszczonej na The Ape Of Naples i zatytułowanej "Teenage Lightning 2005". "Black Antlers (Where's Your Child?)" to ich wykonanie acid house'owego utworu "Where's Your Child?" autorstwa Bam Bam z 1988 roku. Wszystkie utwory wydane na CD-R Black Antlers były grane na żywo podczas trasy Coil w okresie wydania płyty i brzmiały podobnie do wersji na żywo, co zostało zarejestrowane na albumie Selvaggina, Go Back Into The Woods.

## Spis utworów

### CD-R
1. "The Gimp (Sometimes)" – 11:25
2. "Sex With Sun Ra (Part One – Saturnalia)" – 9:24
3. "All The Pretty Little Horses" – 4:47
4. "Wraiths And Strays (From Montreal)" – 8:25
5. "Teenage Lightning (10th Birthday Version)" – 9:15
6. "Black Antlers (Where's Your Child?) (Vers 1)" – 7:08

### 2CD

#### CD1
1. "The Gimp (Sometimes)" – 11:26
2. "Sex With Sun Ra (Part One – Saturnalia)" – 9:22
3. "The Wraiths And Strays Of Paris" – 8:44
4. "All The Pretty Little Horses" – 4:45
5. "Teenage Lightning (10th Birthday Version)" – 9:15
6. "Black Antler's (Where's Your Child?)" – 7:10
7. "Sex With Sun Ra (Part Two – Sigillaricia)" – 5:11

#### CD2
1. "Departed" – 6:28
2. "Things We Never Had" – 11:33